# Егорченко, Валентин Филиппович
Валентин Филиппович Егорченко (1892—1952) — доктор технических наук, профессор, генерал-директор тяги III ранга, один из основоположников научной школы теории тяги поездов, применявшиеся при составлении графиков движения. Участвовал в организации Экспериментального института путей сообщения (ныне Всероссийский научно-исследовательский институт железнодорожного транспорта), руководил комплексными испытаниями паровозов, созданием и внедрением на железнодорожном транспорте автосцепки и автоматических тормозов. Автор трудов по тяге поездов, автотормозным системам, методам испытаний и др.

## Биография
Родился в 1892 году в Твери. В 1913 году начал работать машинистом паровоза в депо Тверь. 
В 1917 году окончил Петербургский политехнический институт, в 1918 году перешёл на работу в Контору опытов над типами паровозов, был активным участником создания Экспериментального института путей сообщения.
В 1924 году руководил испытаниями тормозов системы Ф. П. Казанцева; в этот же период выезжал в командировки в США, Германию, Швецию с целью заказа паровозов для отечественных железных дорог.
С 1925 по 1929 год читал курс лекций "тяговые расчёты и тяговые испытания" в МВТУ им. Баумана.
К середине 1940-х полностью переключился на исследование автотормозов, организовав для этой цели в ЦНИИ НКПС тормозную лабораторию, в которой были организованы широкомасштабные испытания по определению коэффициентов трения различных тормозных колодок, длины тормозного пути при разных характеристиках тормоза, силы сцепления колёс с рельсами в тормозном режиме. Испытания проводились на эксплуатируемом подвижном составе. Полученные данные использовались при составлении нормативов по эксплуатации автотормозов. Итоги исследований стали основой для трудов «Тяга поездов» и «Тяговые расчёты», принятые в качестве учебников для вузов. За эти труды Егорченко была присвоена учёная степень доктора технических наук (без защиты кандидатской и докторской диссертаций) и звание профессора.
В начале 1950-х годов В. Егорченко приходит к выводу, что тормозная магистраль диаметром 25 мм впоследствии станет препятствием для увеличения длины грузовых поездов по причине ограничения по тормозам, и добился переоборудования всего подвижного состава на тормозную магистраль диаметром 32 мм.
Похоронен на Введенском кладбище (27 уч.).

## Труды
- Егорченко В.Ф. Тяговые расчёты. Справочное руководство. - Берлин:"BUKWA" G.m.b.H., 1922. - 79 c.
- Егорченко В.Ф. Тяговые расчеты и испытания. — М.: Издание НКПС, 1934. — 308 с.
- Бабичков А.М., Егорченко В.Ф. Тяга поездов. Теория, расчеты, испытания. — М.: Трансжелдориздат, 1938. — 462 с.
- Бабичков А.М., Егорченко В.Ф. Тяговые расчеты. — 2 изд. — М.: Трансжелдориздат, 1949. — 316 с.